# Cuevas de Cañart
Cuevas de Cañart és una localitat espanyola pertanyent al municipi de Castellote, en el Maestrat, província de Terol, Aragó. Va ser declarada bé d'interès cultural en 2004.
El Conjunt històric de Cuevas de Cañart, igual que molts altres de la província de Terol, es van formar en època medieval com a nucli defensiu de la frontera sud. Per tant, el seu urbanisme i la seva arquitectura van a estar en funció d'aquesta característica primordial. Fora del poble destaquen la cascada del Salt de Sant Joan, El Estrecho i El Morrón.

## Descripció del conjunt
El conjunt històric de Cuevas de Cañart coincideix amb el recinte urbà, d'origen medieval i emmurallat, conservant amb bastant integritat el seu traçat històric. Situat en un bell paratge del vessant sud de la Serra de la Garrocha, Cuevas va ser una de les viles que van integrar l'Encomana de Castellote des del segle xii, al terme municipal del qual pertany en l'actualitat; la seva història està unida per tant al procés repoblador que va dur a terme el rei Alfonso II ajudat per les Ordenis Militars a la zona oriental de Terol, creant un conjunt d'assentaments fortificats que afavoririen la reconquesta del Regne de València.
El Portal de Març constitueix l'únic testimoni de la muralla, desapareguda com en la majoria de nuclis d'aquesta zona turolense, encara que podria afirmar-se que cenyia tota l'extensió urbana actual, a excepció dels Convents de Franciscanes i el de monjos Servitas. El traçat viari de Cuevas constitueix una excepció perquè no segueix les corbes de nivell entorn del promontori on s'aixecaria el castell, desaparegut, sinó que s'estructura a partir de la via principal del carrer Major,
que descendeix pel pendent perllongant-se cap al primitiu camí d'accés a la vila, determinant l'orientació nord sud del caseriu i traçat urbà, formant un recinte allargat, gairebé perpendicular al turó del castell.

## Llegat històric
Cuevas atresora un interessant llegat històric, concretat en un conjunt d'edificacions religioses, civils i d'arquitectura popular; l'església barroca de Sant Pere Apòstol, les ermites de la Verge dels Pueyos i de Sant Blas, els convents de Monjos Servitas i el de Concepcionistas Franciscanes, l'Ajuntament, les casonas dels Arellano i els Moliner, situades a l'espai més rellevant de la població; el Portal de Març i passos porticats, que enriqueixen la espacialidad de la població, i el conjunt de la seva arquitectura popular, que juntament amb la trama urbana doten a la localitat del major interès estètic, històric i cultural.